# Chelsea Football Club Women
Il Chelsea Football Club Women, meglio noto come Chelsea Women o semplicemente Chelsea, è una società di calcio femminile inglese con sede a Londra. Milita in Women's Super League, massima serie del campionato inglese, che ha vinto per otto volte.

## Storia
La squadra è nata nel 1992 quando un gruppo tifosi del Chelsea FC richiese una sezione di calcio femminile. Nel giugno 2004 fu votata l'affiliazione al Chelsea FC.
Il club ha militato nella massima divisione inglese dalla stagione 2004-2005, anno in cui ottennero la promozione ai danni del Liverpool per 4-1 nella finale dei play-off.
Il club è stato fondato grazie all'apporto della prima squadra maschile della società, e si è prefisso l'obiettivo di diventare una delle potenze del calcio femminile europeo. Il 2 luglio 2008 il Chelsea rese chiare queste intenzioni acquistando dall'Arsenal le giocatrici Lianne Sanderson e Anita Asante. Un altro membro importante aggiuntosi alla formazione londinese fu la campionessa mondiale Lorrie Fair, considerata una delle migliori centrocampiste in attività.
Nell'annata 2008-2009, il Chelsea incaricò Steve Jones, ex manager delle riserve dell'Arsenal, di guidare la squadra femminile ai grandi successi prefissati. Dopo quest'ultimo trasferimento, l'allenatore della squadra femminile dei Gunners, Vic Akers, definì i Blues sleali poiché acquistavano giocatori e membri dello staff solamente da team concorrenti. Alla fine, Jones si dimise dall'incarico, lasciando quindi il posto a Casey Stoney, già membro della squadra.
Sul finire del 2009 ci furono dei tagli ai finanziamenti alla sezione femminile del Chelsea, tamponati grazie al supporto economico di John Terry e di altri calciatori del Chelsea.
Con la creazione della FA Women's Super League il Chelsea fu una delle sedici squadre che fecero richiesta di partecipazione e fu una delle otto squadre ad essere stata ammessa al nuovo campionato. Il secondo posto ottenuto nella stagione 2014 consentì al Chelsea di partecipare per la prima volta alla UEFA Women's Champions League nella stagione 2015-2016, conclusasi con l'eliminazione agli ottavi di finale per opera del Wolfsburg.

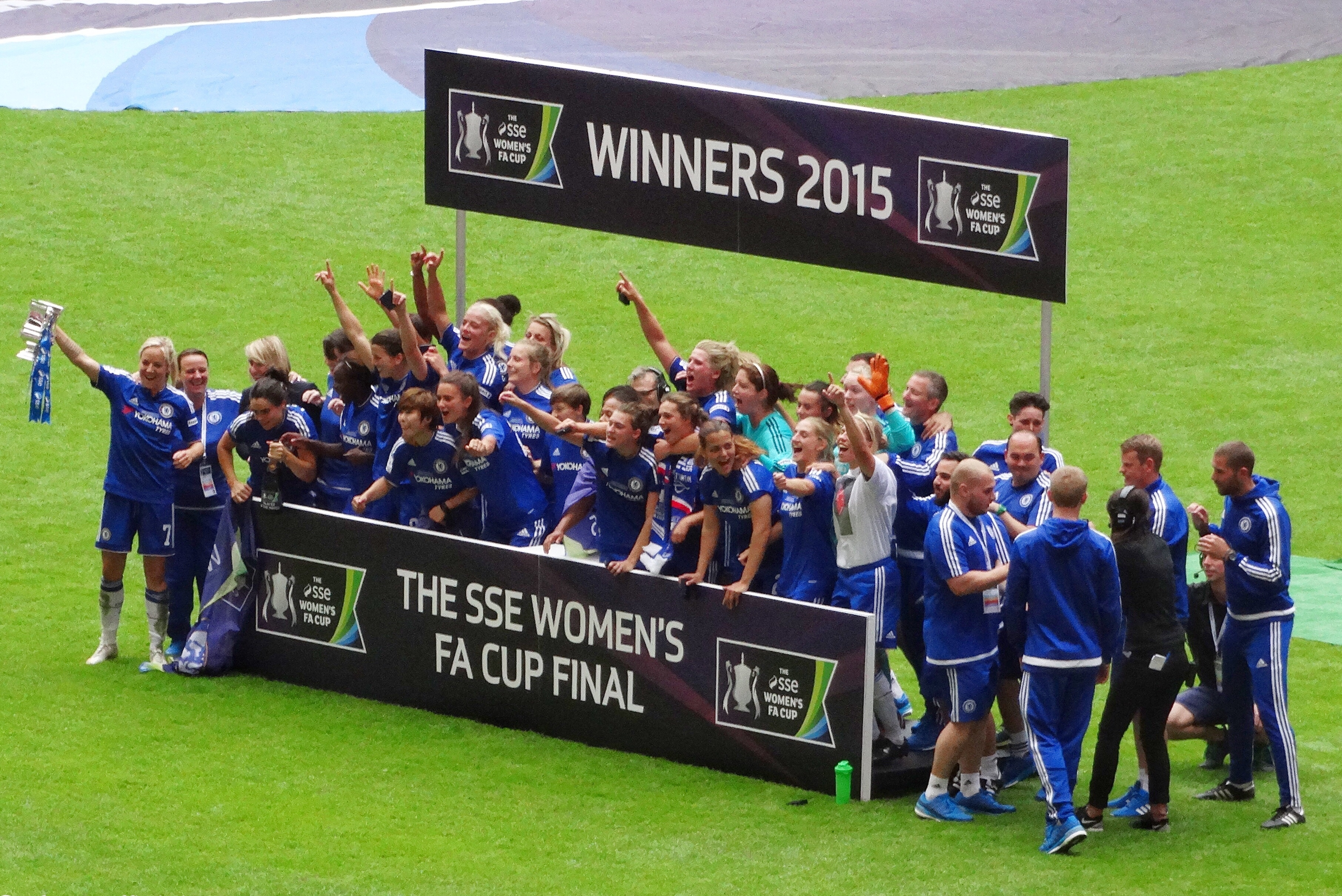
Le calciatrici del Chelsea festeggiano la vittoria dalla FA Women's Cup 2015.

Nella stagione 2015 il Chelsea ha realizzato il suo primo double, vincendo il 1º agosto 2015 la FA Women's Cup per 1-0 sul Notts County davanti a 30 710 spettatori e il 4 ottobre 2015 vincendo la FA WSL 1 dopo la vittoria per 4-0 sul Sunderland.
Ha vinto il suo secondo titolo nazionale al termine della stagione transitoria 2017, nota anche come Spring Series, concludendo a pari punti con il Manchester City, ma superandolo grazie a una migliore differenza reti.

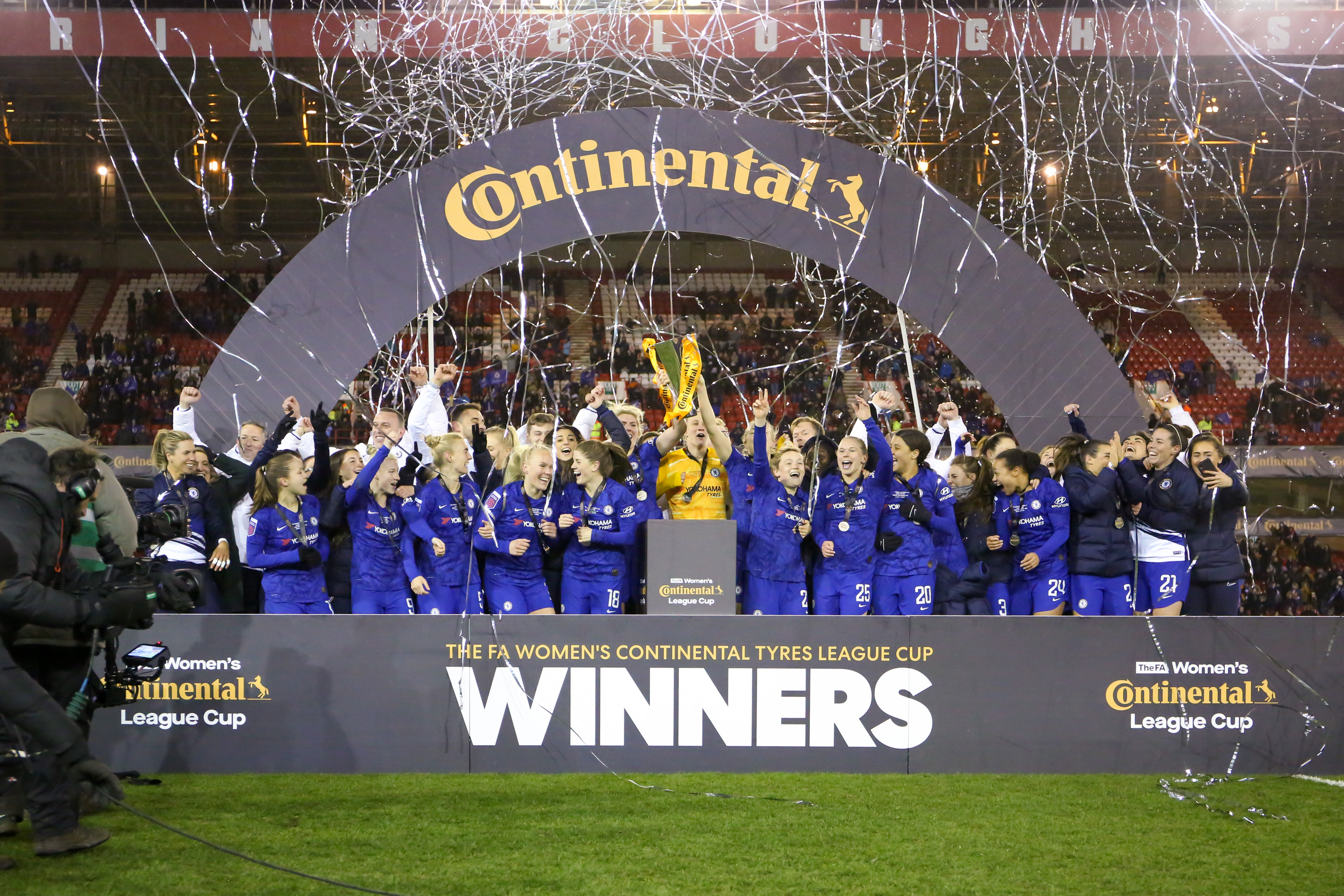
Le calciatrici del Chelsea festeggiano la vittoria dalla FA Women's League Cup 2020.

Il 23 maggio 2018 la società inglese ha cambiato denominazione in Chelsea Football Club Women. Nella stagione 2018-19, la prima della Women's Super League a carattere professionistico, la squadra concluse al terzo posto il campionato e raggiunse le semifinali della Women's Champions League, venendo eliminata dalle francesi dell'Olympique Lione. La stagione seguente venne caratterizzata dallo scoppio della pandemia di COVID-19 nel mese di marzo 2020, che portò a un'iniziale sospensione di tutte le competizioni, per poi arrivare a una sospensione definitiva il successivo 25 maggio. La classifica della FA Women's Super League venne stilata in base al rapporto punti conquistati su partite disputate, e il titolo venne assegnato al Chelsea grazie al miglior rapporto punti su partite disputate, nonostante al momento della sospensione fosse secondo a un punto dal Manchester City. Prima della sospensione delle competizioni, il Chelsea aveva vinto la sua prima FA Women's League Cup, battendo l'Arsenal in finale.
Nella stagione 2020-21 il Chelsea vinse il campionato e tre coppe nazionali, perdendo solo la finale di Women's Champions League. Il primo trofeo venne vinto a inizio stagione con la vittoria, per la prima volta, della FA Women's Community Shield per 2-0 sul Manchester City. A metà stagione giunse la vittoria della seconda League Cup consecutiva, grazie alla vittoria per 6-0 in finale sul Bristol City. Il 9 maggio 2021 ha vinto il campionato per la quarta volta, la seconda consecutiva, distanziando il Manchester City di soli due punti. Il 16 maggio seguente perse la finale di Women's Champions League per 4-0 contro le spagnole del Barcellona. Il 5 dicembre 2021 il Chelsea vinse la FA Women's Cup, che era stata posticipata per le restrizioni legate alla pandemia di COVID-19, ottenendo il suo primo treble davanti a un pubblico di 40 942 spettatori allo stadio di Wembley.
Nella stagione 2021-22 il Chelsea vinse il campionato per la quinta volta, la terza consecutiva, con un solo punto di vantaggio sull'Arsenal. Una settimana dopo la fine del campionato, vinse la seconda FA Women's Cup consecutiva, battendo in finale il Manchester City dopo i tempi supplementari, davanti a un pubblico record, per la coppa, di 49 094 spettatori allo stadio di Wembley. In Women's Champions League la squadra venne eliminata al termine della fase a gruppi, dopo aver concluso al terzo posto il proprio raggruppamento dietro a Wolfsburg e Juventus, con le quali aveva concluso a pari punti, ma con la peggiore differenza reti.
Nella stagione 2022-23 giunse la vittoria della FA Women's Cup per la terza volta consecutiva, grazie al successo in finale sul Manchester United; la finale venne disputata con un pubblico di 77 390 spettatori allo stadio di Wembley, un record mondiale per una partita di calcio femminile di coppa nazionale. In Women's Champions League la squadra venne eliminata in semifinale dal Barcellona.

## Palmarès[2]

### Competizioni nazionali
- Campionato inglese: 8

2015, 2017, 2017-2018, 2019-2020, 2020-2021, 2021-2022, 2022-2023, 2023-2024, 2024-2025
- Women's FA Cup: 6

2014-2015, 2017-2018, 2020-2021, 2021-2022, 2022-2023, 2024-2025
- FA Women's League Cup: 3

2019-2020, 2020-2021, 2024-2025
- FA Women's Premier League Southern Division: 1

2004-2005
- FA Women's Community Shield: 1

2020

### Competizioni regionali
- Surrey County Cup: 9

2003, 2004, 2006, 2007, 2008, 2009, 2010, 2012, 2013

### Altri piazzamenti
- Campionato inglese:

Secondo posto: 2014, 2016
Terzo posto: 2018-2019
- Women's FA Cup:

Finalista: 2012, 2016
- UEFA Women's Champions League:

Finalista: 2020-2021

## Statistiche

### Partecipazione ai campionati
| Livello | Categoria                        | Partecipazioni | Debutto   | Ultima stagione | Totale |
| ------- | -------------------------------- | -------------- | --------- | --------------- | ------ |
| 1º      | Premier League National Division | 5              | 2005-2006 | 2009-2010       | 20     |
| 1º      | Women's Super League             | 15             | 2011      | 2024-2025       | 20     |
| 2º      | Premier League Southern Division | 5              | 2000-2001 | 2004-2005       | 5      |

### Partecipazione alle coppe
| Competizione                  | Partecipazioni | Debutto   | Ultima stagione | Totale |
| ----------------------------- | -------------- | --------- | --------------- | ------ |
| UEFA Women's Champions League | 9              | 2015-2016 | 2024-2025       | 9      |

## Organico

### Rosa 2024-2025
Rosa, ruoli e numeri di maglia come da sito ufficiale.
| N. |                        | Ruolo | Calciatrice              |
| -- | ---------------------- | ----- | ------------------------ |
| 1  | Svezia (bandiera)      | P     | Zećira Mušović           |
| 2  | Stati Uniti (bandiera) | A     | Mia Fishel               |
| 4  | Inghilterra (bandiera) | D     | Millie Bright (capitano) |
| 5  | Galles (bandiera)      | C     | Sophie Ingle             |
| 6  | Germania (bandiera)    | C     | Sjoeke Nüsken            |
| 7  | Colombia (bandiera)    | A     | Mayra Ramírez            |
| 8  | Scozia (bandiera)      | C     | Erin Cuthbert            |
| 9  | Stati Uniti (bandiera) | A     | Catarina Macario         |
| 10 | Inghilterra (bandiera) | A     | Lauren James             |
| 11 | Norvegia (bandiera)    | A     | Guro Reiten              |
| 12 | Canada (bandiera)      | D     | Ashley Lawrence          |
| 14 | Svezia (bandiera)      | D     | Nathalie Björn           |
| 16 | Stati Uniti (bandiera) | D     | Naomi Girma              |
| 17 | Francia (bandiera)     | A     | Sandy Baltimore          |
| 18 | Paesi Bassi (bandiera) | C     | Wieke Kaptein            |
| 19 | Svezia (bandiera)      | A     | Johanna Rytting Kaneryd  |

| N. |                        | Ruolo | Calciatrice          |
| -- | ---------------------- | ----- | -------------------- |
| 20 | Australia (bandiera)   | A     | Samantha Kerr        |
| 21 | Inghilterra (bandiera) | D     | Niamh Charles        |
| 22 | Inghilterra (bandiera) | D     | Lucy Bronze          |
| 23 | Giappone (bandiera)    | A     | Maika Hamano         |
| 24 | Inghilterra (bandiera) | P     | Hannah Hampton       |
| 25 | Francia (bandiera)     | D     | Maelys Mpomé         |
| 26 | Canada (bandiera)      | D     | Kadeisha Buchanan    |
| 27 | Francia (bandiera)     | C     | Oriane Jean-François |
| 28 | Paesi Bassi (bandiera) | P     | Femke Liefting       |
| 30 | Inghilterra (bandiera) | C     | Keira Walsh          |
| 33 | Inghilterra (bandiera) | A     | Aggie Beever-Jones   |
| 40 | Inghilterra (bandiera) | P     | Katie Cox            |
| 53 | Inghilterra (bandiera) | C     | Lola Brown           |
|    | Inghilterra (bandiera) | D     | Brooke Aspin         |
|    | Inghilterra (bandiera) | D     | Jorja Fox            |